# Liste du patrimoine mondial au Turkménistan
Cet article recense les sites inscrits au patrimoine mondial au Turkménistan.

## Statistiques
L'Union soviétique ratifie la Convention pour la protection du patrimoine mondial, culturel et naturel le 12 octobre 1988 ; la République socialiste soviétique du Turkménistan en est alors un  l'une des 15 Républiques constitutives, mais aucun bien inscrit en Union soviétique n'est situé sur son territoire. Pendant la dislocation du pays, le Turkménistan proclame son indépendance le 27 octobre 1991. Le nouveau pays communique à l'UNESCO la notification de succession le 30 septembre 1994. Le premier bien protégé est inscrit en 1999.
En 2023, le Turkménistan compte 5 biens inscrits au patrimoine mondial, 4 culturels et 1 naturel.
À la même date, le pays a également soumis 7 propositions sur sa liste indicative : 2 culturelles et 5 naturelles.

## Listes

### Patrimoine mondial
La liste suivante recense les biens inscrits au patrimoine mondial en 2023. Les graphies et formulations sont celles employées par l'UNESCO, qui peuvent différer de celles employées ailleurs.
| Id.  | Bien                                                        | Province               | Année | Superficie (ha) | Critères et notes | Coordonnées | Illus. |
| ---- | ----------------------------------------------------------- | ---------------------- | ----- | --------------- | --- | --- | ------ |
| 1693 | Déserts turaniens à hiver froid                             | Ahal, Daşoguz et Lebap | 2023  | 3 368 741       | Naturel, (ix) (x) Site transfrontalier partagé avec le Kazakhstan et l'Ouzbékistan 5 sites au Turkménistan : Bereketli Garagum (en), Gaplangyr (en), Repetek, Yeradzhi | 39° 36′ 22″ nord, 59° 39′ 39″ est 41° 34′ 27″ nord, 57° 29′ 10″ est 38° 36′ 06″ nord, 63° 15′ 01″ est 38° 47′ 06″ nord, 62° 30′ 16″ est |        |
| 1242 | Forteresses parthes de Nisa                                 | Ahal                   | 2007  | 77,905          | Culturel, (ii), (iii) Le bien comprend 2 sites distincts : ancienne Nisa et nouvelle Nisa. | 38° 00′ 00″ nord, 58° 11′ 56″ est |        |
| 1199 | Kunya-Urgench                                               | Daşoguz                | 2005  | 353,24          | Culturel, (ii), (iii) Le bien comprend 3 sites proches, mais distincts (sections sud, nord et ouest) | 42° 10′ 59″ nord, 59° 05′ 06″ est |        |
| 886  | Parc national historique et culturel de l'« Ancienne Merv » | Mary                   | 1999  |                 | Culturel, (ii), (iii) Le bien comprend 33 sites distincts correspondant à diverses périodes (centres archéologiques des âges du bronze et du fer, centre historique, etc.) | 37° 42′ 04″ nord, 62° 10′ 41″ est |        |
| 1675 | Routes de la soie : corridor de Zeravchan-Karakoum          |                        | 2023  | 127,06          | Culturel, (ii), (iii), (v) Bien transfrontalier partagé avec l'Ouzbékistan et le Tadjikistan. 7 sites distincts au Turkménistan : - Amoul - Caravansérail de Mansaf - Caravansérail de Konegala - Tahmalaj - Caravansérail d'Akja Gala - Caravansérail de Gyzylja Gala - Kushmeihan | 39° 01′ 08″ nord, 63° 35′ 28″ est 38° 16′ 08″ nord, 62° 47′ 53″ est 38° 14′ 56″ nord, 62° 46′ 12″ est 38° 07′ 52″ nord, 62° 38′ 49″ est 38° 05′ 20″ nord, 62° 37′ 08″ est 38° 02′ 38″ nord, 62° 35′ 46″ est 37° 55′ 26″ nord, 62° 12′ 32″ est |        |

### Liste indicative
Les biens suivants sont inscrits sur la liste indicative du Tadjikistan.
| Id.  | Bien                                         | Province                           | Année | Critères et notes | Coordonnées                       | Illus. |
| ---- | -------------------------------------------- | ---------------------------------- | ----- | --- | --------------------------------- | ------ |
| 967  | Dehistan / Mishrian                          | Balkan                             | 1998  | Culturel, (i), (ii), (iii), (iv), (v) | 38° 16′ 12″ nord, 54° 37′ 30″ est |        |
| 5434 | Dinosaures et grottes de Köýtendag           | Lebap                              | 2009  | Naturel, (viii), (x) Le bien incluerait plusieurs sites de la réserve naturelle de Köýtendag (en) | 37° 48′ nord, 66° 30′ est         |        |
| 5432 | Réserve naturelle de Badhyz (en)             | Ahal, Mary                         | 2009  | Naturel, (vii), (ix), (x) | 35° 52′ 01″ nord, 61° 40′ 01″ est |        |
| 5437 | Réserve naturelle de Hazar (en)              | Balkan                             | 2009  | Naturel, (x) Le bien incluerait également le sanctuaire d'Ogurjaly (en) | 39° 00′ nord, 53° 02′ est         |        |
| 5436 | Réserve naturelle de l'Amou-Daria (en)       | Lebap                              | 2009  | Naturel, (x) | 39° 39′ nord, 62° 51′ est         |        |
| 5433 | Réserve naturelle de Sünt-Hasardag (en)      | Balkan                             | 2009  | Naturel, (x) | 38° 31′ 59″ nord, 56° 25′ 01″ est |        |
| 5521 | Sites de la route de la soie au Turkmenistan | Ahal, Balkan, Daşoguz, Lebap, Mary | 2010  | Culturel, (ii), (iii), (iv), (v), (vi) Le bien incluerait 32 sites, sur les routes Amoul - Merv, Merv - Khwarezm, Merv - Hérat, Amoul - Khwarezm, Amoul - Zamm, Merv - Sarakhs, Sarakhs - Hérat, Sarakhs - Abiverd, Abiverd - Nisa, Nisa - Dehistan et Dehistan - Khwarezm |                                   |        |